# Strutter
Pistes de Kiss
Nothin' to Lose
(2)
Strutter est une chanson du groupe de hard rock américain Kiss, sorti en single extrait de leur premier album éponyme Kiss. Il s'agit du troisième single du groupe.
Paul Stanley a écrit les paroles d'une chanson pour laquelle Gene Simmons avait d'abord écrit la musique, Stanley l'appelait The Parrot. Titre devenu très populaire au fil des années, la chanson a été jouée à de nombreux concerts de Kiss et apparait sur des albums tels que Alive! ou Smashes, Thrashes & Hits. Le groupe a enregistré une nouvelle version de Strutter en 1978 pour leur album Double Platinum, s'intitulant Strutter '78.
Une reprise de la chanson a été réalisée par le groupe The Donnas ainsi que le groupe Extreme, paru sur l'album Kiss My Ass: Classic Kiss Regrooved. La version du groupe The Donnas a été plus tard utilisée dans pour film Detroit Rock City sorti en 1999.
Strutter figure aussi dans les jeux vidéo Guitar Hero II et Grand Theft Auto: San Andreas.

## Composition du groupe
- Paul Stanley – chants et guitare rythmique
- Gene Simmons – basse
- Peter Criss – batterie
- Ace Frehley – guitare solo